# Cabo Fligely

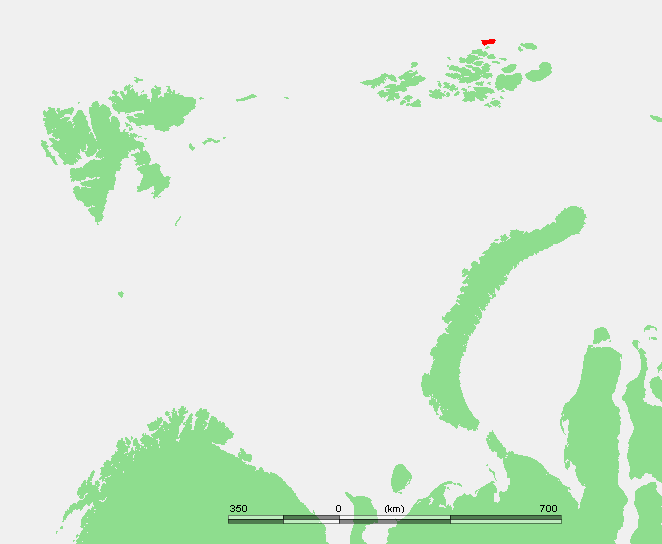
O cabo Fligely situa-se no extremo norte da ilha de Rudolf, destacada na figura

O cabo Fligely é o ponto mais a norte da Europa e da Eurásia, caso se considere a Terra de Francisco José como fazendo parte deste continente. Situa-se na Terra de Francisco José, Rússia, em 81° 50′ 35″ N, 59° 14′ 22″ L, sobre o Oceano Ártico.
É o extremo da Ilha de Rudolf. O seu nome homenageia o cartógrafo austríaco August von Fligely (1811-1879).